# Golfoverslag

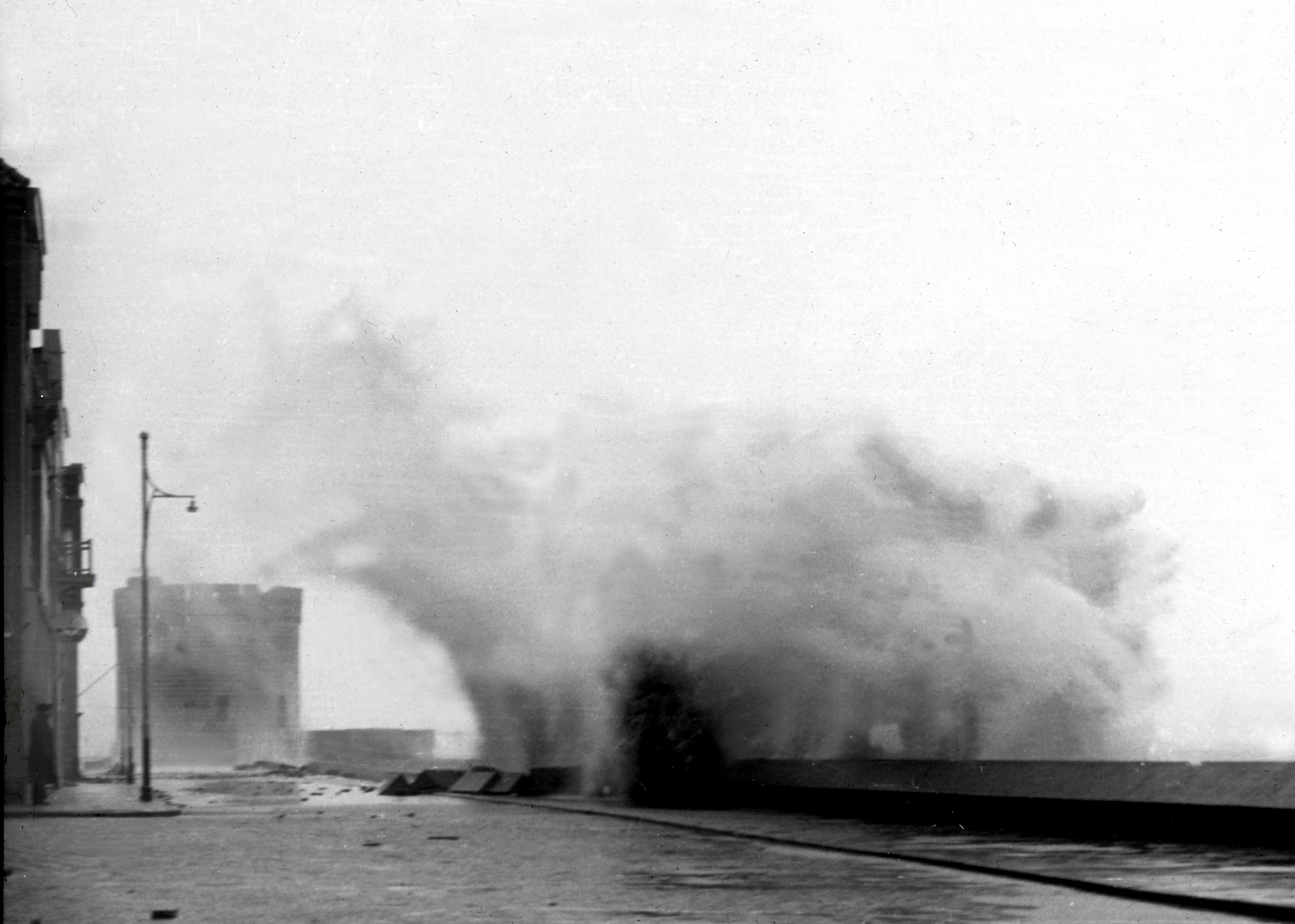
Golfoverslag over de Boulevard de Ruyter in Vlissingen, 1953 of 1954

Bij golfoverslag slaan de golven over een dijk heen waardoor het water op het achterliggende land terechtkomt. Te veel overslag is onwenselijk omdat het gebruik van de waterkering niet mogelijk is (bijv. bij een boulevard), er schade aan het binnentalud van een dijk kan optreden of er door een teveel aan overslag een waterbezwaar aan de binnenzijde van de dijk kan optreden. De hoeveelheid overslag hangt af van de waakhoogte, de golfhoogte, de golfperiode en de taludhelling van de dijk. De waakhoogte is de hoogte van de kruin van de dijk boven het stil-waterniveau (meestal is dit de maatgevende stormvloedstand of de maatgevende rivierwaterstand). De overslag wordt meestal uitgedrukt in liters per seconde per meter dijklengte. Hierbij moet in aanmerking genomen worden dat dit een gemiddelde waarde is. Op het moment dat er een golf overslaat komt er veel water over de dijk, maar daarna langere tijd helemaal niets. Dit is duidelijk te zien in een heel duidelijke, maar wel wat gedateerde video van Rijkswaterstaat. Ook op de website van de EurOtop-manual is een aantal video's beschikbaar die de overslag in beeld brengen.
Een probleem is dat éénzelfde hoeveelheid overslag kan optreden bij verschillende combinaties van waterstand en golven. Een lage waterstand en hoge golven kunnen dezelfde overslag geven als een hogere waterstand en lagere golven. Zolang de waterstand en de golfhoogte gecorreleerd zijn is dat geen probleem, maar bij rivieren is dat wel een probleem. Golfhoogte en waterstand zijn daar niet gecorreleerd. In dat geval moet een probabilistische berekening gemaakt worden. Meestal komt golfoverslag voor bij extreme weersomstandigheden, dus bij zware stormen; dan is de waterstand vaak hoger dan gemiddeld ten gevolge van de windopzet.

## Het berekenen van de overslag
Door Battjes is in 1978 een theoretisch juiste formule afgeleid voor de gemiddelde overslag. Deze formule is dusdanig gecompliceerd (met errorfuncties) dat deze in de praktijk niet is toegepast. In plaats daarvan is experimenteel de volgende relatie gevonden:
{\displaystyle Q=a\cdot \exp \left(-b{\frac {R}{\gamma }}\right)}
waarin {\displaystyle Q} de dimensieloze overslag is en {\displaystyle R} de dimensieloze waakhoogte:
{\displaystyle Q={\frac {q}{\sqrt {gH_{s}^{2}}}}{\sqrt {\frac {h/L_{0}}{\tan \alpha }}}}
{\displaystyle R={\frac {h_{c}}{H_{s}}}{\frac {1}{\xi }}}
met:
{\displaystyle h} de waterdiepte
{\displaystyle h_{c}} de waakhoogte
{\displaystyle q} het overslagdebiet (in m³/s)
{\displaystyle H_{s}} de significante golfhoogte aan de teen van de constructie
{\displaystyle L_{0}} de diepwater golflengte
{\displaystyle \alpha } de taludhelling
{\displaystyle \xi } het Iribarrengetal
{\displaystyle \gamma } de weerstandsterm
| {\displaystyle a} | {\displaystyle b} |     |
| ----------------- | ----------------- | --- |
| breaking          | 0,07              | 4,3 |
| surging           | 0,2               | 2,3 |
De waarden van {\displaystyle a} en {\displaystyle b} hangen af van het brekertype, zie de tabel.
De weerstandsterm {\displaystyle \gamma } heeft een waarde tussen ongeveer 0,5 (voor twee lagen losgestorte breuksteen) en 1,0 (voor een glad talud). Ook wordt het effect van een berm en van scheef invallende golven via de weerstandsterm in rekening gebracht. De bepaling hiervan gebeurt op de zelfde wijze als bij het berekenen van golfoploop. Speciale glooiingsblokken die de golfoploop verminderen (bijv. Hillblock en Ronataille) verminderen daarom ook de golfoverslag. Omdat de maatgevende overslag de randvoorwaarde is, betekent dit dat door toepassen van dit soort elementen een wat lagere waterkering mogelijk is.
Onderzoek t.b.v. de EurOtop manual heeft veel extra gegevens opgelegd, en op grond daarvan is de formule iets aangepast tot:
{\displaystyle {\frac {q}{\sqrt {gH_{m0}^{3}}}}={\frac {0{,}026}{\sqrt {\tan \alpha }}}\gamma _{b}\xi _{m-1,0}\cdot \exp \left[-\left(2{,}5{\frac {R_{c}}{\xi _{m-1,0}H_{m0}\gamma }}\right)^{1{,}3}\right]}
met als maximum
{\displaystyle {\frac {q}{\sqrt {gH_{m0}^{3}}}}=0{,}1\,\exp \left[-\left(1{,}35{\frac {R_{c}}{H_{m0}\gamma }}\right)^{1{,}3}\right]}
Het blijkt nu dat deze formule ook een perfecte rationele benadering is van de oorspronkelijke formule van Battjes.

## Golfoverslag over een brede kruin
Bovenstaande formules geven de golfoverslag aan de zeezijde van de kruin. Bij een waterdichte kruin (bijv. een wegdek of een kleilaag) zal de overslag aan de binnenzijde van de kruin ongeveer hetzelfde zijn.Bij een breuksteen golfbreker met breuksteen op de kruin zal een groot deel van het overslaande water in de kruin wegzakken, en dus minder overslag geven aan de binnenzijde van de kruin. Hiervoor kan de reductiecoëfficiënt {\displaystyle \gamma } gebruikt worden. Deze factor kan voor een standaard kruin met een breedte van ongeveer drie stenen met 0,5 vermenigvuldigd worden. Dit kan een aanzienlijke reductie geven op de overslag, en dus op de vereiste kruinhoogte. Als er achter de kruin op een lager niveau een doorlatende breuksteenlaag is aangebracht met breedte {\displaystyle x}, neemt de hoeveelheid overslag aan de landzijde van deze laag nog meer af. In dat geval kan de reductieterm {\displaystyle \gamma } (niet de reductiecoëfficiënt {\displaystyle \gamma _{b}}) vermenigvuldigd worden met {\displaystyle -0,142{\frac {x}{B}}+0,577}, waarin {\displaystyle B} de kruinbreedte is.

## Toelaatbare overslag
De toelaatbare hoeveelheid overslag hangt af van het gebruik van de dijk, en de kwaliteit van de bekleding.
Voor dammen van breuksteen (bijv. bij havendammen) en een golfhoogte van Hm0 van meer dan 5 m aan de buitenzijde geldt dat bij een overslag van 10-30 l/s per meter een zware breuksteenbekleding aan de binnenzijde nodig is. Bij een overslag van 5-20 l/s per meter is er een grote kans op schade aan de kruin.
| situatie                                                              | {\displaystyle q} (l/s per meter) |
| --------------------------------------------------------------------- | --------------------------------- |
| breuksteen bij golven {\displaystyle H_{m0}} > 5 m, en wat schade     | 1                                 |
| breuksteen bij golven {\displaystyle H_{m0}} > 5 m, en wat schade (*) | 5 - 10                            |
| goede grasmat {\displaystyle H_{m0}} tussen de 1 en 3 m               | 5                                 |
| slechte grasmat {\displaystyle H_{m0}} tussen de 0,5 en 3 m           | 0,1                               |
| slechte grasmat {\displaystyle H_{m0}} < 1 m                          | 5 - 10                            |
| slechte grasmat {\displaystyle H_{m0}} < 0,3 m                        | onbeperkt                         |
| (*)en een binnentalud ontworpen voor overslag                         |                                   |
Voor gewoon gras wordt een gemiddelde overslag van 5 l/s per meter dijk toelaatbaar geacht. Voor hele goede grasmatten, zonder bijzondere elementen zoals trappen, paaltjes en hekken, wordt 10 l/s per meter toegelaten. Overslagproeven met een golfoverslagsimulator hebben laten zien dat voor een onbeschadigde grasmat, zonder bijzondere elementen, 50 l/s per meter vaak nog geen schade geeft. Het probleem is dus niet zozeer de sterkte van de grasmat, als aanwezigheid van bijzondere elementen.
Daarbij moet in aanmerking genomen worden dat bijv. die 5 l/s per meter kan ontstaat door hoge golven en een hoge waakhoogte, maar ook door lage golven met een lage waakhoogte. In het eerste geval zijn er niet veel overslaande golven, maar als er een overslaat geeft die een grote snelheid op het binnentalud. In het tweede geval zijn er veel overslaande golven, maar die geven relatief lage stroomsnelheden. Dit heeft tot gevolg dat de eisen voor overslag over rivierdijken dus anders moeten zijn dan over zeedijken.

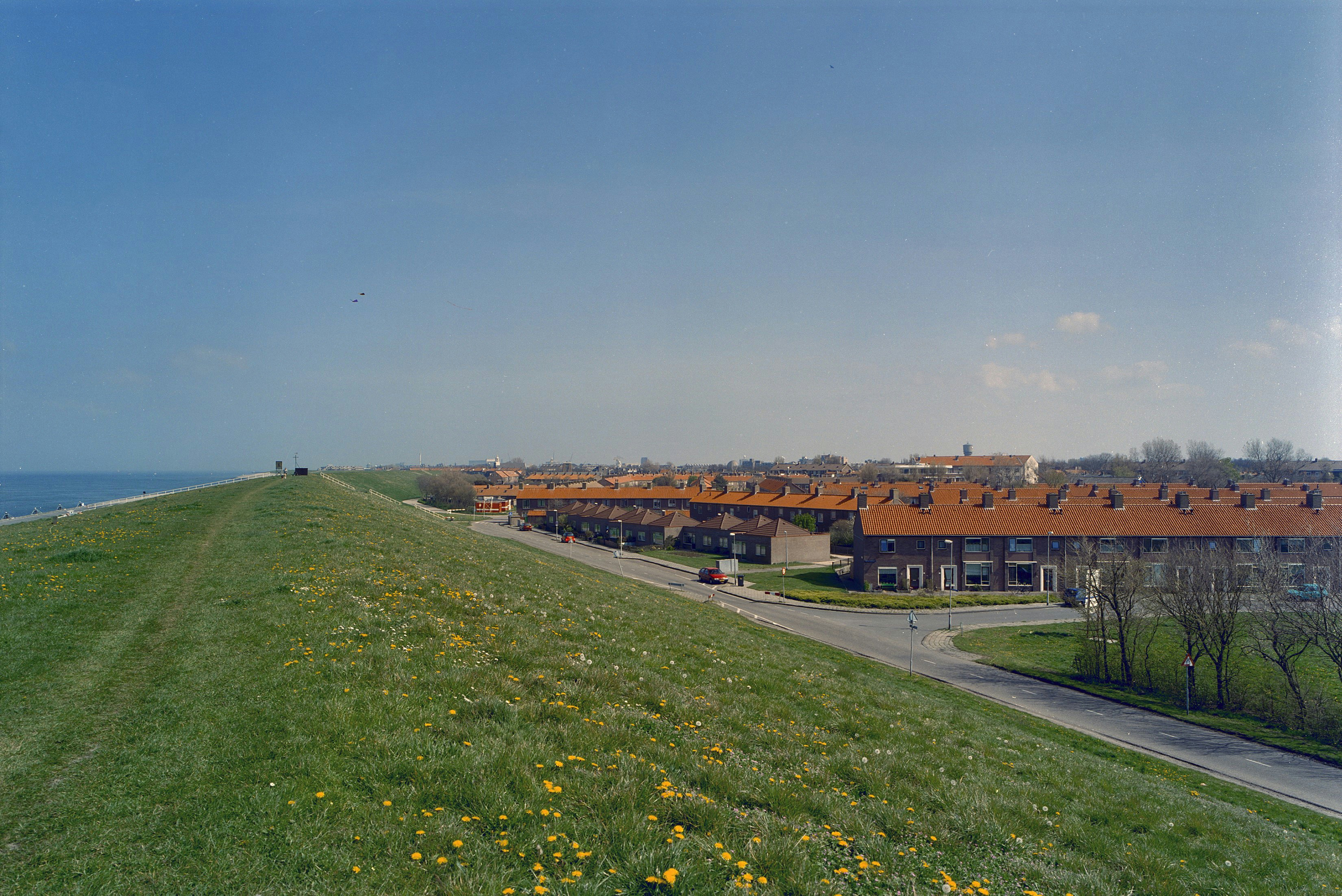
Gezicht vanaf de dijk - Den Helder

Een goede zeedijk met doorgaande grasmat zonder trappen, zoals deze dijk bij Den Helder, kan zeker 10 l/s per meter zonder problemen hebben. De hoeveelheid water die dan de woningen binnenloopt is dan echter ontoelaatbaar, vandaar dat dit soort dijken ontworpen worden op een lagere overslaghoeveelheid.
Omdat gebleken is dat een grasmat niet zozeer bezwijkt onder invloed van de gemiddelde overslag, maar meer ten gevolge van het veelvuldig optreden van hoge stroomsnelheden, is er vanaf 2015 voor gekozen om grastaluds aan de binnenzijde van de dijk niet meer te toetsen aan het gemiddeld overslagdebiet, maar aan de frequentie van hoge stroomsnelheden tijdens de overslag.
|                             | {\displaystyle H_{m0}}(m) | {\displaystyle q} l/s per meter |
| --------------------------- | ------------------------- | ------------------------------- |
| Wandelaars met zicht op zee | 3                         | 0,3                             |
| Wandelaars met zicht op zee | 2                         | 1                               |
| Wandelaars met zicht op zee | 1                         | 10-20                           |
| Wandelaars met zicht op zee | <0,5                      | onbeperkt                       |
| Auto's en spoorwegen        | 3                         | <5                              |
| Auto's en spoorwegen        | 2                         | 10-20                           |
| Auto's en spoorwegen        | 1                         | <75                             |
Voor schade aan schepen in jachthavens kunnen de volgende getallen aangehouden worden:
|                                          | {\displaystyle H_{m0}}(m) | {\displaystyle q} l/s per meter |
| ---------------------------------------- | ------------------------- | ------------------------------- |
| grotere schepen zinken                   | >5                        | >10                             |
| grotere schepen zinken                   | 3 - 5                     | >20                             |
| schade aan kleine schepen                | 3 - 5                     | >5                              |
| veilig voor grote schepen                | > 5                       | <5                              |
| veilig voor kleine schepen               | 3- 5                      | <1                              |
| schade aan gebouwen                      | 1-3                       | <1                              |
| schade aan apparatuur en straatmeubilair |                           | <1                              |

## Golftransmissie
Als aan beide zijden van de kering water is (zoals bijvoorbeeld bij een havendam en een afsluitdam) geeft overslag over deze dam ook golven aan de andere zijde van de dam. Dit heet golftransmissie. Om de hoeveelheid golftransmissie te bepalen is het niet nodig om de hoeveelheid overslag te bepalen. De transmissie is alleen afhankelijk van de golfhoogte aan de buitenzijde, de waakhoogte en de ruwheid. Voor een glad talud is de transmissiecoëficient (= golf aan de binnenzijde van de dam/inkomende golf):
{\displaystyle K_{T}=\left[{-0.3{\frac {R_{c}}{H_{m0}}}+0.75\left({1-exp(-0.5\xi _{0p})}\right)}\right]\cdot ({cos\beta })^{3/2}}
waarin ξ0p het iribarrengetal is op basis van de piekperiode van de golven en β de hoek van inval van de golven.

## Simulatie van golfoverslag

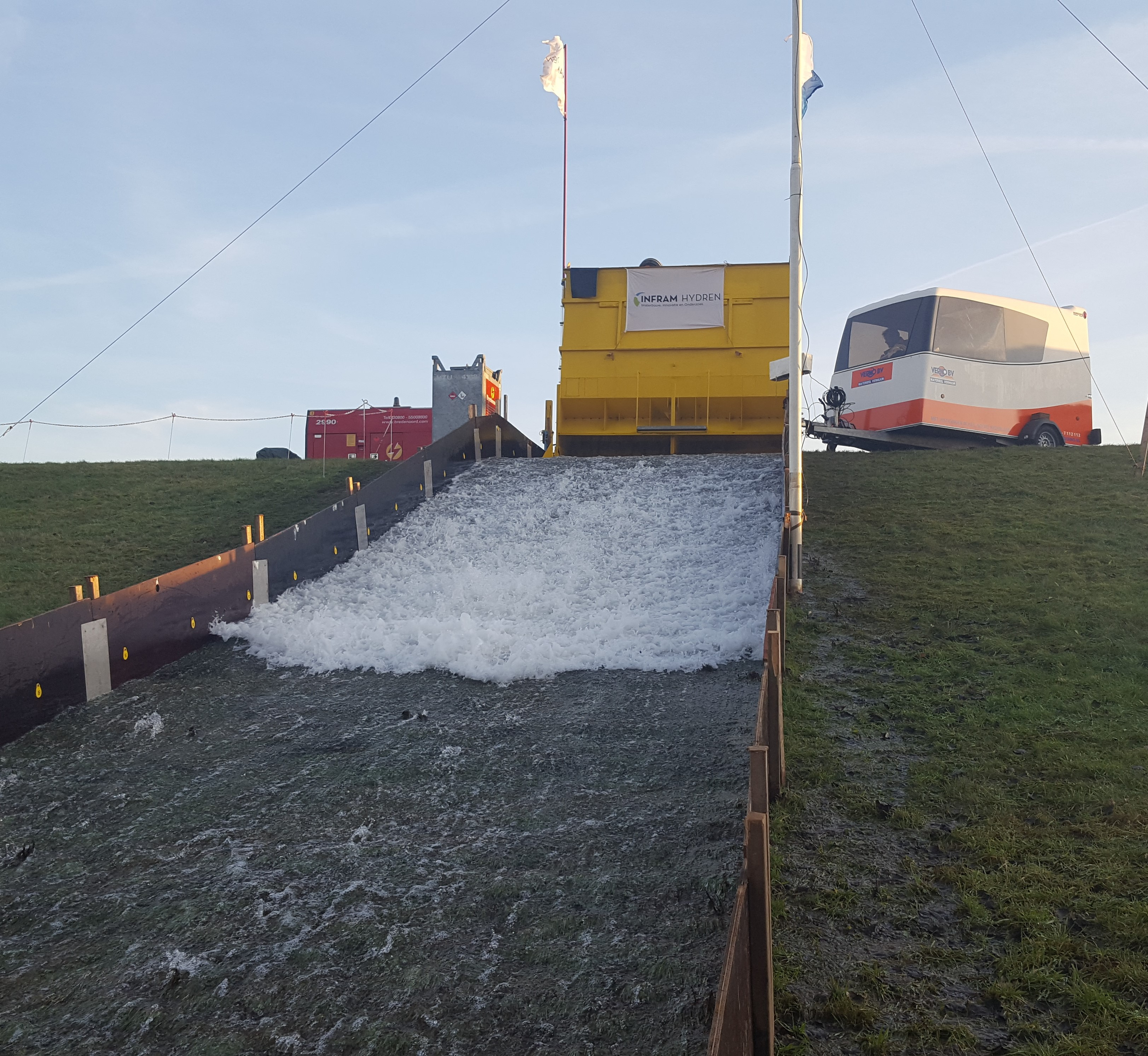
Simulatie van golfoverslag op de IJsseldijk te Zwolle

Om de veiligheid van een dijk, en de sterkte van de grasbekleding in het bijzonder, op de kruin en het talud aan de landzijde te testen, kan golfoverslag worden gesimuleerd met behulp van een golfoverslagsimulator. De golfcondities waar een dijk op wordt ontworpen komen niet vaak voor. Daarnaast verschilt de sterkte van grasbekledingen door heel Nederland. Door een golfoverslagsimulator kunnen deze condities op de dijk in situ worden nagebootst. De beheerder van de betreffende waterkering kan dan analyseren of de sterkte van de bekleding voldoende is om de verwachte golfoverslag bij bepaalde extreme condities te weerstaan. De golfoverslagsimulator wordt bij deze tests op de kruin geplaatst, waarbij deze continu en met een constant debiet wordt gevuld met water. De kleppen aan de onderzijde van de bak kunnen bij alle mogelijke volumes worden opengezet, waardoor diverse golfoverslagvolumes kunnen worden gesimuleerd.
De golfoverslagsimulator is een van de manieren om de sterkte van de grasbekleding te testen. Een andere manier is het gebruikmaken van een graszodetrekker, waarmee de treksterkte van de graszode kan worden bepaald en worden vertaald naar een sterkte onder belasting door golfoverslag. Naast het simuleren van golfoverslag is het simuleren van golfklappen en golfoploop mogelijk met de hiervoor ontwikkelde generator en simulator.